# Isabel de Noronha
Isabel de Noronha, filha do 2º conde de Abranches, foi uma nobre portuguesa. Teve como donativo de D. João II, em 17 de Maio de 1493, vinte espadins de ouro, como consta dos cento e sete mandados dirigidos a Ruy Gil Magro, os quais se guardam no maço 2º da 1º parte do corpo Chronologico.
Estes donativos em dinheiro eram frequentes no tempo de D. João II, bem como dádivas de vestuário ou prendas ricas, mesmo a pessoas de alta jerarquia" (artigo do jornal O Comércio do Porto, 3 de Maio de 1902, "O Camareiro" de Silex).
Nas "Memórias dos Grandes de Portugal", diz-se: "D. Isabel teve entre outros filhos, Luiz de Mendonça, cuja Casa passou para a sua neta D. Isabel de Mendonça. (hoje Condes de Val de Reis - Duques de Loulé).

## Dados genealógicos
Filha de:
- D. Fernando de Almada, 2º conde de Abranches e de: D. Constança de Noronha

Casou com:
- António de Mendonça, o "Chús", Comendador de Veiros, Serpa, Cano e Moura, na Ordem de Aviz. Senhor da Quinta da Marateca[1]. Filho de Nuno Furtado de Mendoça, Aposentador-Mor do Rei D. Afonso V, etc., e de D. Leonor da Silva, a "Coitada"; neto paterno de Afonso Furtado de Mendoça, Anadel-Mor dos Besteiros, etc., e de D. Constança Nogueira; neto materno de Fernão Martins do Carvalhal, Alcaide-Mor de Tavira, e de D. Ouroana Pereira de Figueiredo.

Tiveram:
- Luís de Mendonça, que sucedeu na Quinta da Marateca e nas comendas do seu pai, casou com D. Isabel de Castro, filha de Diogo de Meneses, o Craveiro (craveiro da Ordem de Cristo)[2].
- Fernão de Mendonça[3].
- João de Mendonça Furtado que foi 21.º Governador da Índia, comandante da Fortaleza de Chaul, Capitão de Malaca e que morreu na batalha de Alcácer-Quibir. Casado com Joana de Aragão.
- Manuel de Mendonça. S.g.[4]
- Diogo de Mendonça, morreu na Índia solteiro[5].
- Constança de Mendonça casada com António de Castelo-Branco, meirinho-mor[6].
- Brites de Mendonça casada António da Silveira, o Avicena[7].